# Mount McKibben
Mount McKibben ist ein rund 880 m hoher Berg an der Orville-Küste des westantarktischen Ellsworthlands. Er ragt 8 km südwestlich des Hansen Inlet und 5 km südöstlich des McCaw Ridge auf.
Der United States Geological Survey kartierte ihn anhand eigener Vermessungen und Luftaufnahmen der United States Navy aus den Jahren von 1961 bis 1967. Das Advisory Committee on Antarctic Names benannte ihn 1968 nach L. D. McKibben, der 1963 zur Überwinterungsmannschaft auf der Amundsen-Scott-Südpolstation gehört hatte.